# 伊沃尔讷
伊沃尔讷（法語：Yvorne）是瑞士联邦西部法语区的沃州下设的一个镇。在行政上属于埃格勒区管辖。伊沃尔讷的总面积为12.11平方公里。截至2010年底，总人口为982。

## 地理
伊沃尔讷位于罗纳河东岸。

## 人物
- 奥古斯特·福勒尔